# Antepione newesata
Antepione newesata là một loài bướm đêm trong họ Geometridae.